# Campeonato Mundial de Xadrez de 1897
O Campeonato Mundial de Xadrez de 1897 foi a sexta edição do campeonato mundial sendo uma revanche do ex-campeão Wilhelm Steinitz como tentativa de reconquistar seu título de Emanuel Lasker, que o havia vencido dois anos antes. A partida foi disputada num total de 17 jogos entre 6 de novembro de 1896 e 14 de janeiro de 1897 em Moscou.

## A partida
Assim como nas edições anteriores, o primeiro a alcançar 10 vitórias venceria a disputa e no caso de 9 vitórias ao término dos 20 jogos previstos, Lasker manteria o título. Ao contrário de dois anos antes, Lasker venceu facilmente chegando a abrir 7 vitórias de vantagem.
Apesar disso, especialistas atribuem a vitória de Lasker a idade já avançada de Steinitz. 

## Resultado
|                  | 1 | 2 | 3 | 4 | 5 | 6 | 7 | 8 | 9 | 10 | 11 | 12 | 13 | 14 | 15 | 16 | 17 | Vitórias |
| ---------------- | - | - | - | - | - | - | - | - | - | -- | -- | -- | -- | -- | -- | -- | -- | -------- |
| Wilhelm Steinitz | 0 | 0 | 0 | 0 | = | 0 | = | = | = | 0  | 0  | 1  | 1  | 0  | =  | 0  | 0  | 2        |
| Emanuel Lasker   | 1 | 1 | 1 | 1 | = | 1 | = | = | = | 1  | 1  | 0  | 0  | 1  | =  | 1  | 1  | 10       |